# Ghețarul Fedcenko

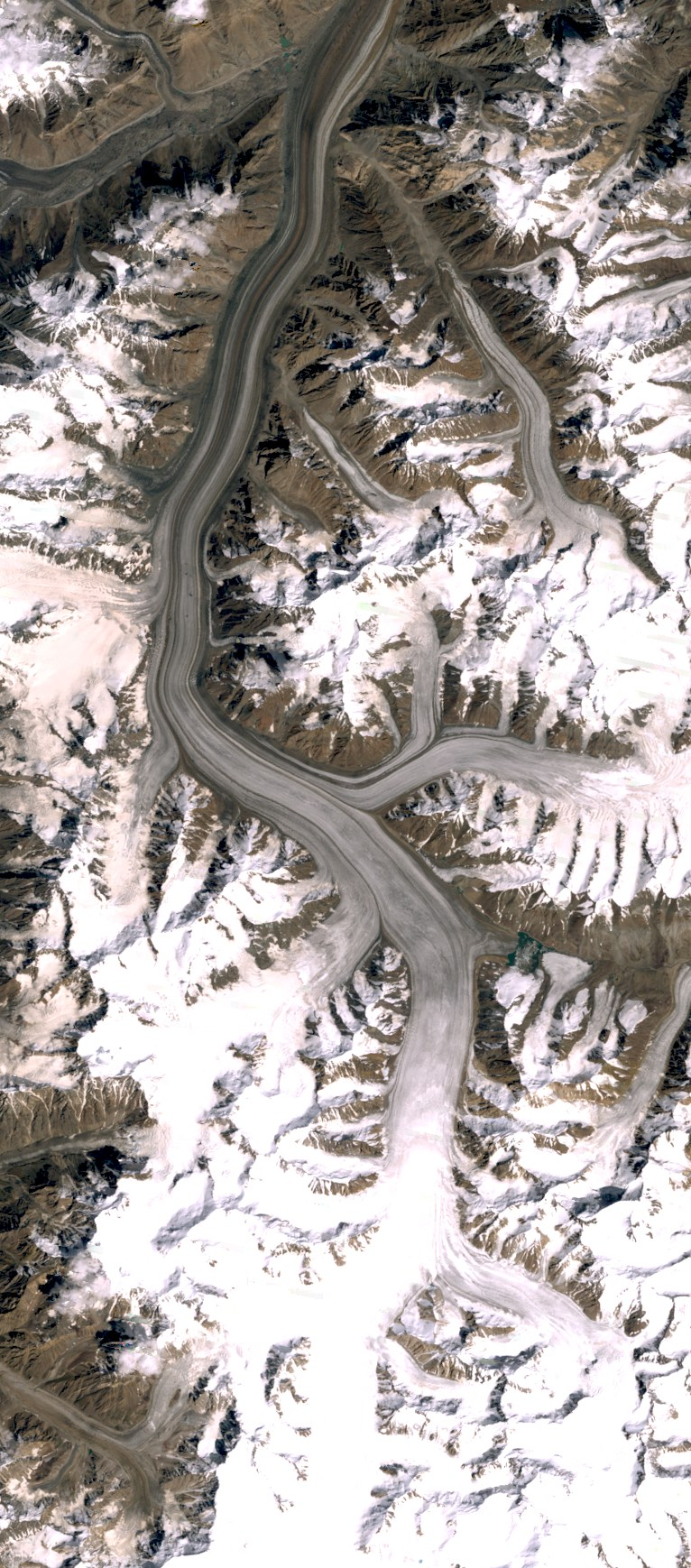
Ghețarul Fedcenko, imagine din satelit 2008-08-22

Ghețarul Fedcenko (în rusă Федченко) este un ghețar mare în Munții Pamir, din provincia nord-centrală Gorno-Badakhshan, Tadjikistan. 

## Date generale
Ghețarul este lung și îngust, în prezent are 77 km lungime și acoperă peste 700 km². Este cel mai lung ghețar din lume din afara regiunilor polare și ghețarul aflat la cea mai mare altitudine. Grosimea maximă a ghețarului este de 1000 de metri, iar volumul lui și al zecilor de afluenți este estimat la 144 km³ - aproximativ o treime din volumul Lacului Erie.

## Localizare
Ghețarul urmează o cale spre nord, în general, la est de Piscul Garmo (6595 m). Ghețarul începe la o altitudine de 6200 metri deasupra nivelului mării, și, în cele din urmă, se topește și se golește în râul Balandkiik , în apropiere de granița cu Kârgâzstan, la o altitudine de 2909 metri. Apele sale alimentează, în cele din urmă, râurile Muksu, Surkhob, Vakhsh și Amu Darya, care se varsă în Marea Aral.
La vest se află Muntele Academia de Științe Range, Muntele Garmo, Piscul Ismoil Somoni, Piscul Korzhenevskaya și izvoarele râului Vanj și râul Yazgulyam. La sud se află Piscul Independenței și la est Piscul Gorbunov (6025 m). La nord este Altyn Mazar.

## Descoperirea
Ghețarul a fost descoperit în 1878, dar nu pe deplin explorat până în 1928, de către o expediție sovieto-germană, condusă de Willi Rickmers Rickmer. Este numit după Alexei Pavlovici Fedchenko, un explorator rus (dar nu descoperitorul ghețarului).

## Preocupări legate de topire
Guvernul tadjic și-a exprimat recent îngrijorarea cu privire faptul că Fedchenko și alți ghețari din Pamir au fost în scădere din cauza încălzirii globale, și că, în continuare, au loc creșteri de temperatură, care ar putea pune în pericol aprovizionarea națiunii cu apă și extinderile hidroelectrice.